# Свято-Успенский собор (Речица)
Свято-Успенский собор (бел. Свята-Успенскі сабор) — православный храм в городе Речице Гомельской области Беларуси. Церковь относится к Речицкому благочинию Гомельской епархии Белорусской православной церкви. Входит в Государственный список историко-культурных ценностей Республики Беларусь.

## История
Строительство храма из кирпича началось в 1842 году по проекту 1835 года. Но уже в 1843 году колокольня, которую возводили при церкви, неожиданно разрушилась и повредила саму церковь. Городские власти обращались за помощью к правительству, но не получили её.
Восстановление началось лишь в 1864 году, когда подряд на строительство получил минский купец и городской голова Речицы Свечников. Но в 1866 году Свечников неожиданно обанкротился, и работы снова были остановлены. Город снова обратился за помощью к минскому губернатору Токареву, который назначил для достройки храма специальный строительный комитет, выделив на это сумму в размере 6582 рублей ассигнациями. 11 июня 1872 года собор был наконец освящён в честь Успения Пресвятой Богородицы.
С 1917 года было постепенно упразднено всё духовенство города Речицы. В 1934 году собор был закрыт и позже перестроен в Дом социалистической культуры, снесены купол и колокольня, изменён интерьер, сооружена деревянная пристройка. После того, как в 1960-е годы в городе был построен новый дом культуры, здание храма было заброшено и постепенно разрушалось.

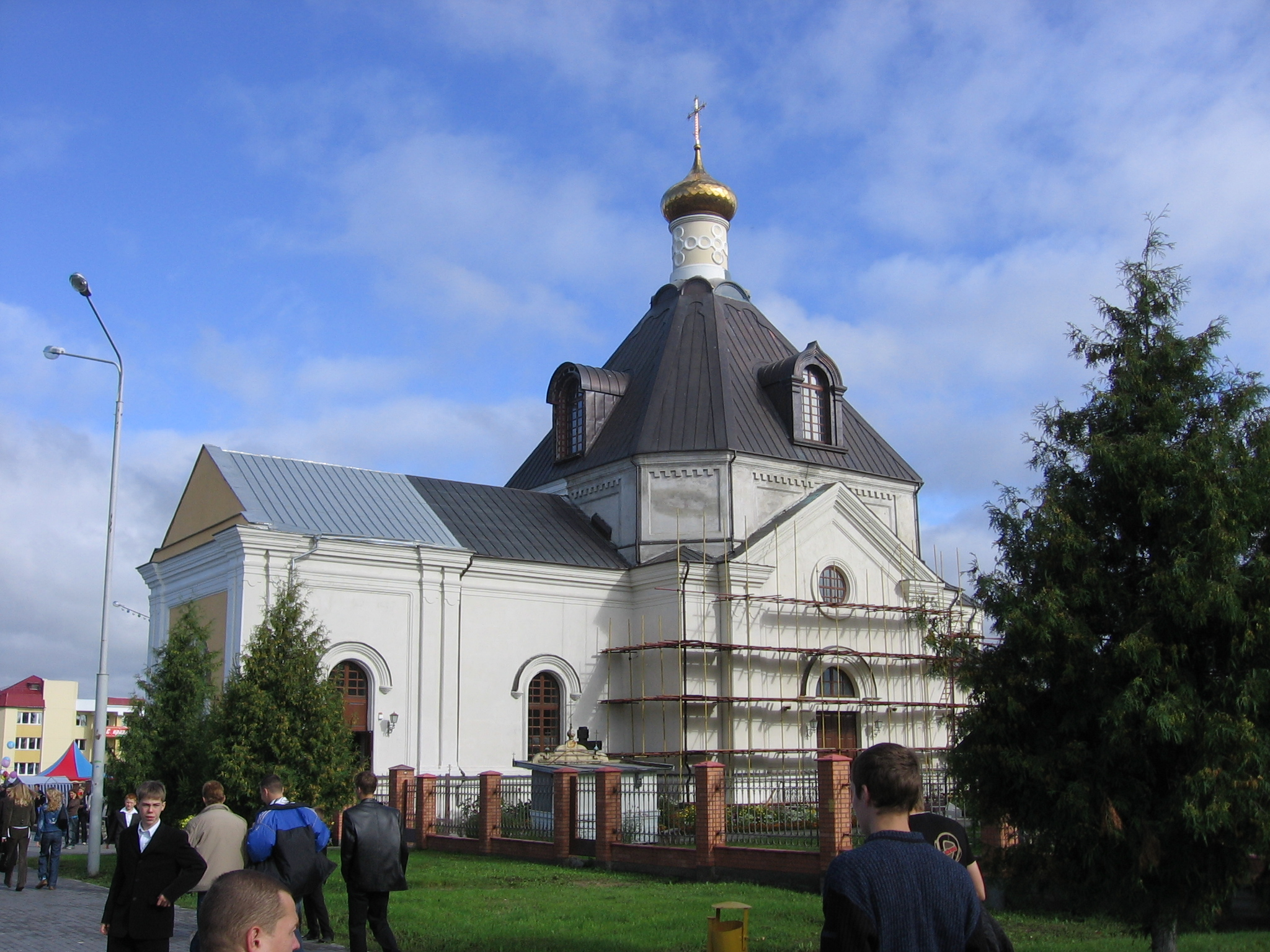
Собор до восстановления колокольни (2006)

В 1997 году решением горисполкома здание было передано городскому православному приходу. В 1999 году начались работы по его восстановлению. 26 июля 2003 года собор был освящён Митрополитом Минским и Слуцким Патриаршим Экзархом всея Беларуси Филаретом.
В настоящее время рядом с основным зданием расположились церковная лавка и административно-хозяйственный блок, в 2008 году на деньги прихожан построена часовня для освящения воды.
К 145-летию первого освящения храма собор был расписан. 23 сентября 2017 года росписи собора освящены Митрополитом Минским и Заславским Патриаршим Экзархом всея Беларуси Павлом.

## Архитектура
Памятник архитектуры позднего классицизма. В основе объёмно-пространственной композиции двухъярусный (восьмерик на четверике) молитвенный зал, накрытый шатром с маковкой и слуховыми окнами. С фронтальной стороны присоединена прямоугольная в плане трапезная под двускатной крышей, с тыльной — полукруглая апсида с боковыми ризницами. Фасады расчленены арочными оконными и дверными проёмами с бровками, опоясанный сложнопрофилированным карнизом и аркатурным фризом, крепированный сдвоенными угловыми пилястрами.
В интерьере пятиярусный иконостас с 24 иконами. В 2011 году в храме появились два киота — в честь святителя Николая Чудотворца и Казанской иконы Божьей Матери.